# Herczegh Zsigmond

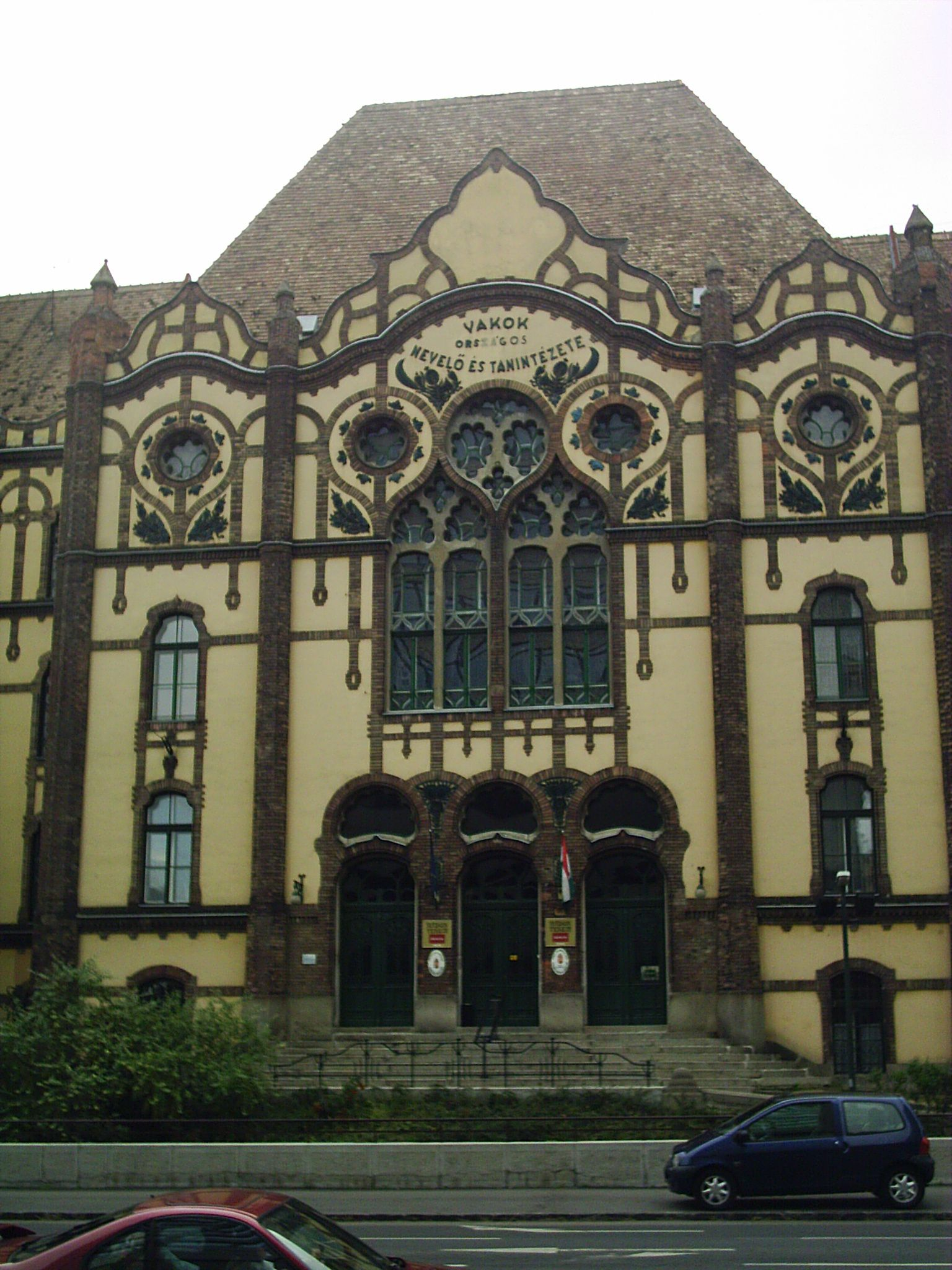
Vakok intézete. Tervező: Baumgarten Sándor és Herczegh Zsigmond

Herczegh Zsigmond (Csanád, Pest-Pilis-Solt-Kiskun vármegye, 1849. január 15. – Budapest, 1914. július 27.) magyar építész, művészettörténész.

## Élete
Herczegh Antal és Gerenday Eszter fiaként született, 1849. január 17-én keresztelték. Neje Kovács Malvin volt.
1886-ban Budapesten szerzett építőmesteri oklevelet. Az 1880-as évektől minisztériumi főmérnök volt.
1888-tól húsz év alatt Baumgarten Sándorral közösen a Magyar Királyi Vallás- és Közoktatásügyi Minisztérium megbízásából a nevelési és oktatási intézmények országos hálózatát alakították ki, tervezték meg, és az építkezéseket is ők maguk vezették.
Munkáit nagyrészt a szecesszió, a késő reneszánsz építészet elmeit is felhasználó irányzat (Komor Marcell és Jakab Dezső, Baumgarten Sándor) jellemezte; például Vakok Állami Intézete, melynek utcafrontján a Lechner Ödönre jellemző téglaszalagos tagolás mellett a keleti építészetből kölcsönzött és gótikus formák jelennek meg. Az épület kerámiadíszítése visszafogott, inkább csak kiegészítő szerepet kap. A tetődíszek mára elpusztultak, de az épület nagyterme, a Nádor Terem ma is őrzi eredeti kiképzését.
Gerle János Iskolaépítés a századfordulón című cikkének részlete az építészpárosról (megjelent a Magyar Építőművészetben, 1987, 3. szám, 17-20. oldal):
...kultuszminisztérium iskolaépítéseit 1888 és 1908 közt Baumgarten Sándor és Herczegh Zsigmond tervezte és kivitelezte. Egyrészt mintaterv sorozatot hoztak létre kisdedóvók és népiskolák számára, másrészt egyedi terveket készítettek (helyenként egyházi megbízásból) elemi iskolák, polgári iskolák, felső leányiskolák, kereskedelmi és felső kereskedelmi iskolák, bábaképzők, tanító-, tanítónő- és óvónőképzők, gimnáziumok, főgimnáziumok és főreáliskolák létesítésére. Csak a fenti funkciójú egyedi terveikből 264 valósult meg az első világháború előtt, a mintaterveik alapján felépült iskolák száma nem ismeretes.

## Főbb munkái
Újpesten, Baumgarten Sándorral közösen:
- Elemi iskola (ma: Bródy Imre Gimnázium, Újpest, Attila u. 8-10., 1902)
- Elemi iskola (ma: Bay Zoltán Elektronikai, Gépészeti Szakközépiskola és Szakmunkásképző, Újpest, Lőrinc u. 40., 1902)
- Országos Vakok Intézete (Budapest, 1899-1904)
- Erzsébet Nőiskola (Budapest XIV., Ajtósi Dürer sor 37-39. szám, 1902)

Mezőtúron, Baumgarten Sándorral közösen:
- Leánygimnázium (ma: Karcagi Szakképzési Centrum Teleki Blanka Gimnáziuma, Szakgimnáziuma és Kollégiuma, Mezőtúr, Dózsa György út 17., 1899)

Önálló épületi:
- 1909–1910: Szent Ferenc-rendi katolikus gimnázium, Érsekújvár[4]

## Egyéb irodalom
- Gerle János – Kovács Attila – Makovecz Imre: A századforduló magyar építészete. Szépirodalmi Könyvkiadó, Budapest, 1990, ISBN 963-15-4278-5